# Pilóta nélküli repülőgép

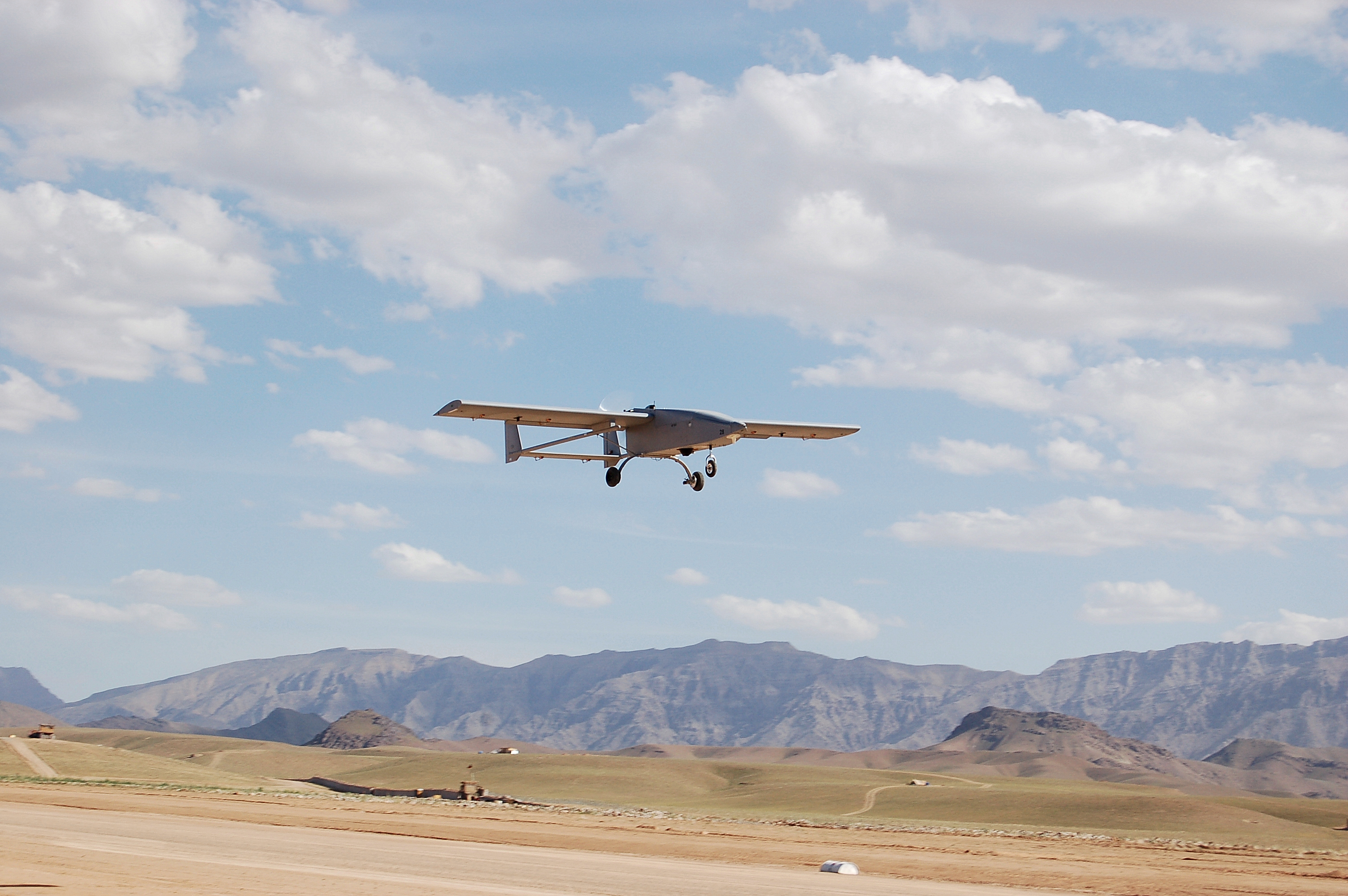
A Tiger Shark katonai felhasználású drón

A pilóta nélküli repülőgép (angolul unmanned aerial vehicle, UAV, am. „személyzet nélküli légi jármű”, vagy remotely piloted aircraft, RPA, am. „távolról irányított [légi] jármű”) vagy drón (az angol drone szó jelentése ’here (méh)’ vagy igeként ’(méh)zümmögés’) kezdetekben elsősorban katonai feladatokra alkalmazott repülőeszköz, mely valamilyen ön- vagy távirányítással (leggyakrabban a kettő kombinációjával) rendelkezik, emiatt fedélzetén nincsen szükség pilótára. Amennyiben katonai célokra használják, a harci robotok egyik fajtája. Ellentétben a robotrepülőgéppel, mely – lévén saját maga a fegyver – használatakor megsemmisül, a pilóta nélküli repülőgép, léghajó vagy helikopter többször is felhasználható.

## Története

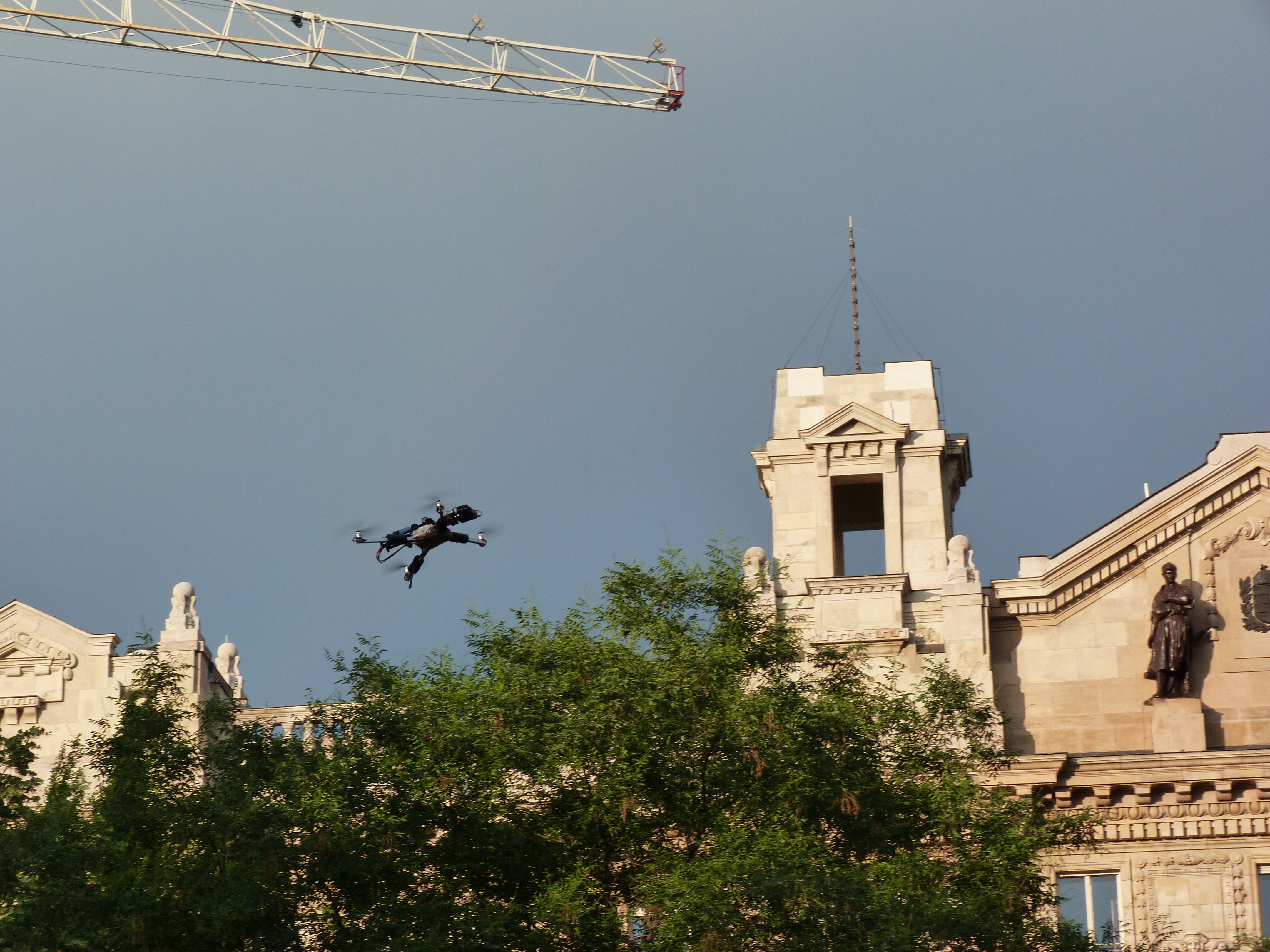
Kvadrokopter drón a Carbonfools budapesti koncertjén 2013-ban

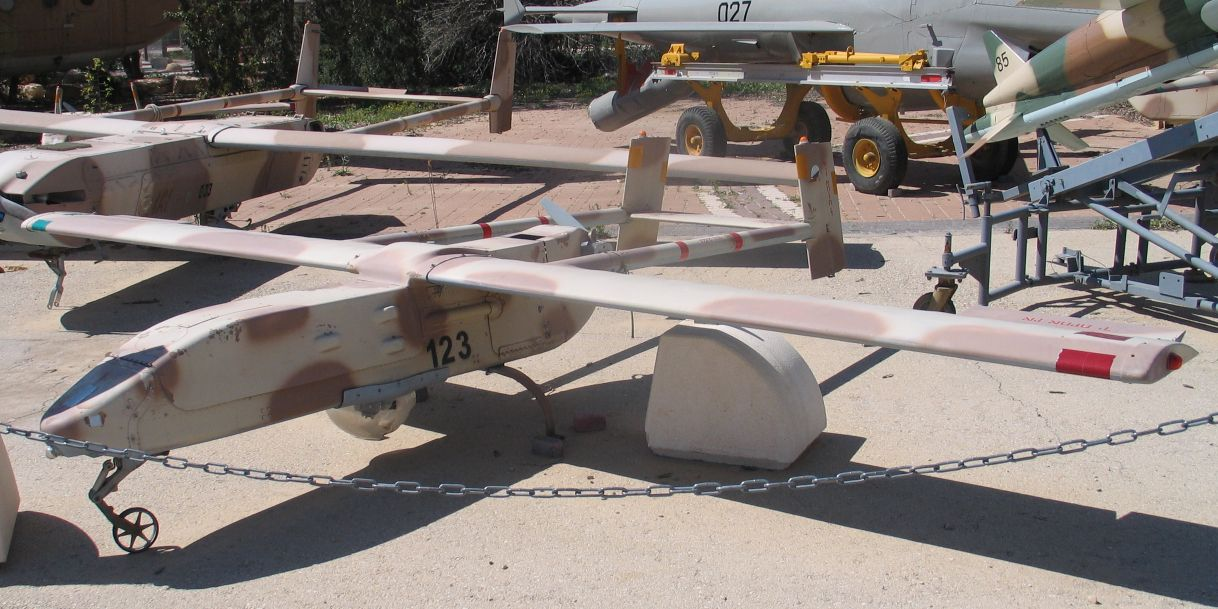
Amerikai–izraeli fejlesztésű RQ–2 Pioneer pilóta nélküli repülőgép múzeumban

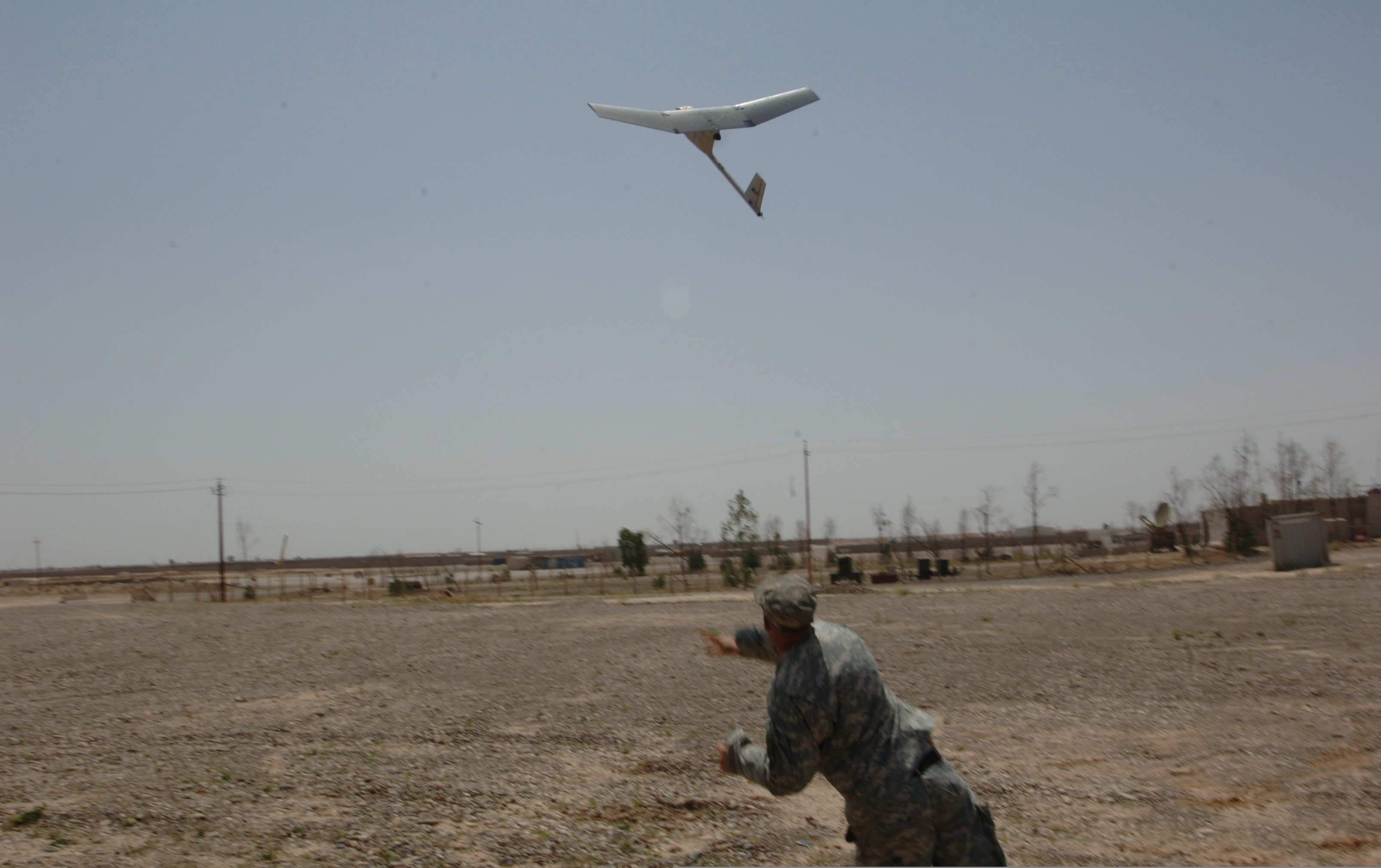
RQ–11 Raven indítása, valahol Irakban, kézből

Ilyen repülőeszközöket a katonai repülésben az 1960-as évek óta alkalmaznak. 

## Katonai alkalmazási területei
A hadviselésben a pilóta nélküli repülőgépeket olyan feladatokra alkalmazzák, amelyek:
- Túl veszélyesek ahhoz, hogy emberek életét kockáztassák teljesítésük érdekében.
- Túl sokáig tartanak (esetleg több napig), így csak több pilóta lenne képes teljesíteni. A pilóta nélküli repülőgépeket a közeljövőben alkalmassá teszik légi utántöltésre is, így egy-egy bevetés hossza szinte korlátlanul növelhető.[1]
- Olyan kevés eszközt igényelnek, hogy a pilóta és a kezelőszemélyzet önmagában többszöröse lenne a hasznos tehernek.

Ilyen feladatok lehetnek például:
- távérzékelés,
- légi felmérés,
- ortofotó-készítés,
- felderítés,
- megfigyelés,
- tüzérségi tűz helyesbítése,
- célmegjelölés irányított fegyvereknek,
- rádiótechnikai átjátszás,
- rádióelektronikai zavarás,
- zavarórepülés (ebben az esetben például vadászrepülőgépek jelenlétét próbálja elhitetni az ellenséggel),
- célrepülőgép éleslövészeteknél,
- léteznek pilóta nélküli kísérleti repülőgépek, ilyen például az X–43
- kiemelt fontosságú célok támadására, robotrepülőgépként, ekkor a pilóta nélküli repülőgépet teljes egészében robbanóanyaggal rakják meg (az irányított rakétafegyverek elterjedése és a pilóta nélküli repülőgépek elégtelen mennyisége miatt napjainkban így nem használják őket),
- legújabban földi célok elleni csapásmérésre is használják őket, hagyományos vadászbombázó repülőgépek helyett.[2]
- célpontok megsemmisítés rázuhanással: öngyilkos vagy "kamikáze" drónok néven emlegetett típusok robbanófejjel vannak ellátva és cél felderítése után azokra rázuhanva a célponttal együtt semmisülnek meg.

A pilóta nélküli repülőgépek mérete jelen[mikor?] pillanatban a néhány kilogrammostól (ilyen például a Magyar Honvédség által Afganisztánban alkalmazni tervezett SOFAR) a tíztonnásig (RQ–4 Global Hawk) terjed; a közeli jövőben[mikor?] várható néhány grammos, sőt rovarméretű eszközök rendszeresítése is. Meghajtórendszerük sokféle lehet, a legkisebb ilyen eszközök akkumulátoros villanymotorral vagy robbanómotorral (ez utóbbi a leggyakoribb meghajtórendszer, néhány száz kilogrammos felszállótömegig ezt használják), a nagyobbak légcsavaros gázturbinával vagy sugárhajtóművel rendelkeznek. Kisebb átalakítással fegyverek hordozására is alkalmasak, nevük ekkor pilóta nélküli harci repülőgép (Unmanned Aerial Combat Vehicle, UCAV). AGM–114 Hellfire páncéltörő rakétákkal felszerelt Predatorokat már többször vetettek be éles körülmények között.
A legismertebb katonai pilóta nélküli repülőgépek az MQ–1 Predator, az RQ–4 Global Hawk és a MQ–9 Reaper. Az Amerikai Egyesült Államokon kívül az ilyen repülőeszközök fejlesztésében és alkalmazásában Izrael is úttörő szerepet játszott.
2008 augusztusában az USAF Irakba telepített 174. vadászezrede lett az első, kizárólag pilóta nélküli harci repülőgépekkel (MQ–9) felszerelt ezrede, miután állományukból kivonták az utolsó F–16-ost is.
2013-ban az USA 10 ezer pilóta nélküli repülőgéppel rendelkezett, és a számuk és a légierőben betöltött súlyuk egyre növekszik. 2011-től Kína, 2012-től Oroszország is gyárt és rendelkezik ilyen eszközökkel, de feltételezhető, hogy már Iránnak is van.
2013 februárjában az amerikai kongresszus engedélyezte a pilóta nélküli repülőgépek belföldi felhasználását 2015-től. Júniusban a FBI igazgatója elismerte, hogy az Egyesült Államok területén is bevetnek drónokat.

## Az irányítók

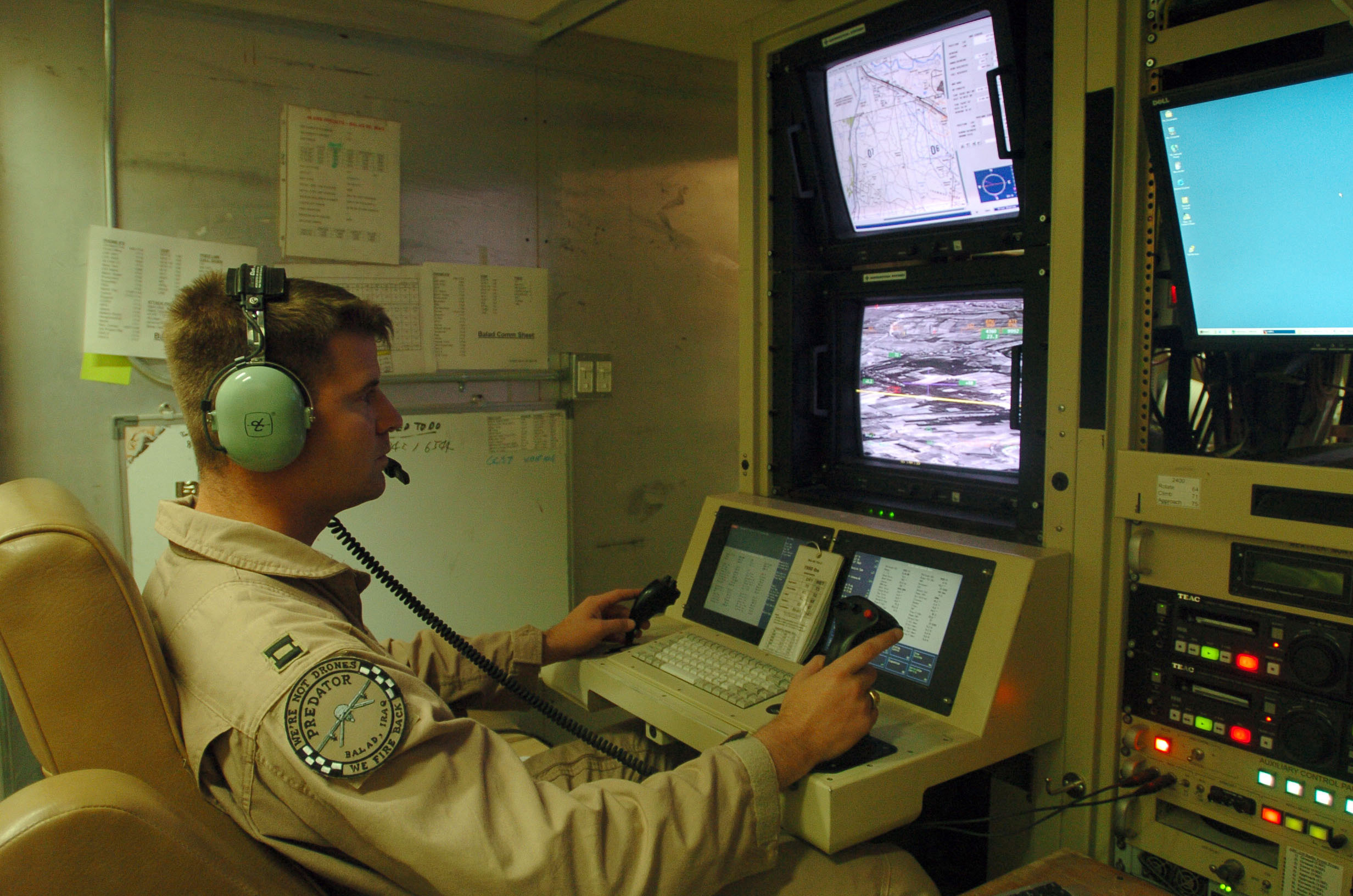
Bevetés repülése MQ–1 Predatorral – fotelből

A drónokat irányító katonák célpontjuktól gyakran több ezer kilométerre, békés amerikai városokban laknak, és ottani munkahelyükön a videójátékokhoz hasonló konzolokon keresztül távirányítják a gépeket. Gyakran tartják a kiszemelt áldozatot a támadás előtt 24 órás megfigyelés alatt. Mindez jelentős pszichológiai terhelést okoz számukra.

## Emberi jogi aggályok
A Bureau of Investigation Journalism szerint 2004–2013 között az amerikai drónok kb. 3000 embert öltek meg Pakisztánban, kb. 300-at Jemenben és kb. 20-at Szomáliában, miközben az USA hivatalosan nem áll háborúban ezen országokkal. Az USA által feltételezett terroristák és lázadók ellen háborús övezeten kívül indított titkos egyoldalú támadások, ún. „megelőző csapások” semmiféle nemzetközi jogi alappal nem rendelkeznek. Az áldozatok között amerikai állampolgárok is vannak, akik ellen – még ha nem is vétlen áldozatok – semmiféle jogi eljárás nem indult hazájukban. 2013-ban az Egyesült Nemzetek Szervezete (ENSZ) Emberi Jogi Tanácsa jelentést készít a pilóta nélküli katonai repülőgépek alkalmazásának valamennyi aspektusáról, de az Európai Parlament (EP) is foglalkozik a kérdéssel.